# کمره سفلی (بروجرد)
کَمَره پایین یا کمره‌سفلی، روستایی است از توابع شهرستان بروجرد در استان لرستان. این روستا در دهستان اشترینان در بخش اشترینان این شهرستان قرار دارد.

## جمعیت
بنابر سرشماری مرکز آمار ایران، جمعیت کمره سفلی در سال‌های پیش تا ۲۰۵ نفر می‌رسیده‌است که از این میان نفر مرد و بقیه زن بوده‌اند. این روستا خانوار دارد.